# Milverton (Somerset)
Milverton – wieś w Anglii, w hrabstwie Somerset, w dystrykcie (unitary authority) Somerset. Leży 67 km na południowy zachód od miasta Bristol i 224 km na zachód od Londynu. W 2002 miejscowość liczyła 1385 mieszkańców.